# Alves de Sousa
António Alves de Sousa (Vilar de Andorinho, Vila Nova de Gaia, 9 de Janeiro de 1884 - Vilar de Andorinho, Vila Nova de Gaia, 5 de Março de 1922) foi um escultor português naturalista da chamada Escola do Porto.

## Biografia
António Alves de Sousa nasceu numa família de parcos recursos no dia 9 de Janeiro de 1884, às 5 da manhã.
Há notícia de que, após ter concluído a instrução primária, em 1894,e como já mostrava vocação para trabalhar a pedra (diz-se que corria muitas vezes para pedreiras nas redondezas e era visto a chegar com matéria prima para a sua arte), terá frequentado a Escola da Fábrica das Devezas, em Vila Nova de Gaia, onde o seu pai, Joaquim de Sousa e Silva, trabalhava como pedreiro. Dessa Fábrica era sócio Teixeira Lopes, pai, e a tradição oral diz que este artista seria amigo do Rei D. Carlos, que utilizou para boa influência na entrada de Alves de Sousa na Accademia portuense. A falta do segundo grau da instrução primária viria a criar-lhe problemas, mais tarde, na admissão para Professor da Academia de Belas Artes do Porto
Alves de Sousa conseguiu assim entrar para a Academia de Belas Artes do Porto (actual Faculdade de Belas Artes da Universidade do Porto) com apenas 13 anos, tendo requerido em 1897 a sua matrícula em Desenho Histórico, curso que concluiu em 5 anos, tal como o de Escultura, chegando a acumular ambos. Esteve oito anos nesta escola, tendo concluído o curso em 1905 com a prova final "Uma mulher do povo conduzindo duas creanças, cae debilitada pela fome em um banco de praça publica. Rodeiam-na populares procurando reconfortá-la."

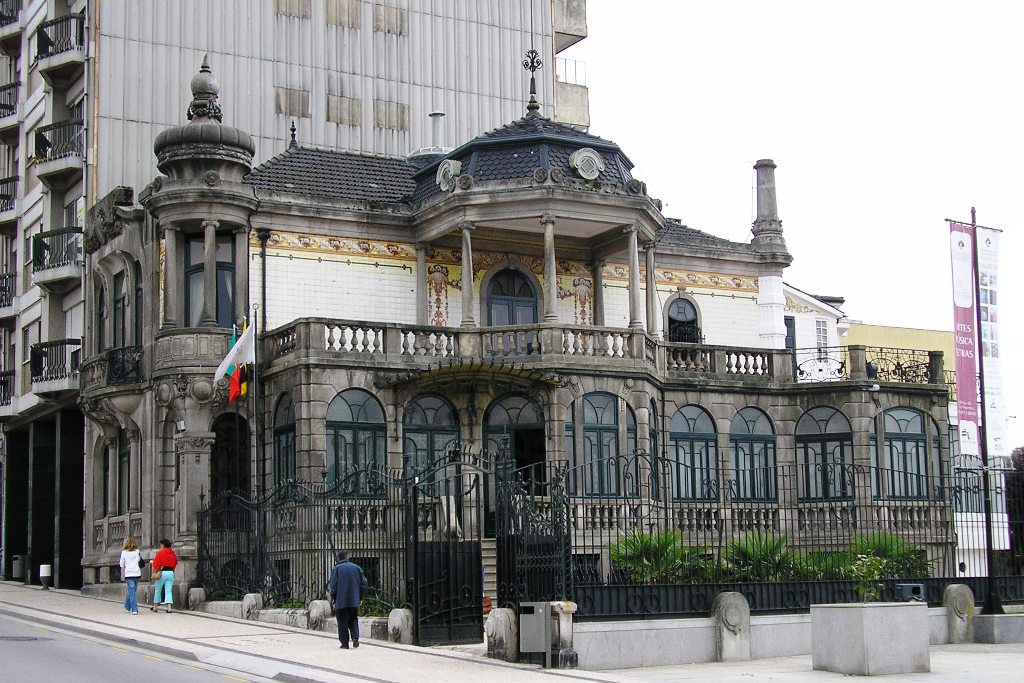
A Casa Barbot na Avenida da República, em Vila Nova de Gaia.

Presume-se que tenha começado por esta altura a frequentar o atelier de Teixeira Lopes (no mesmo local onde hoje se encontra a Casa Museu Teixeira Lopes e as Galerias Diogo de Macedo (este seu contemporâneo em Paris), executando trabalhos de assinatura própria e outros provenientes de encomendas de clientes do mestre Teixeira Lopes, que também foi seu professor na Academia.
Em 1907 concorre a uma bolsa do Estado para estudar em Paris, mas é batido pelo companheiro de atelier e de curso, José d'Oliveira Ferreira. Consegue essa bolsa no ano seguinte concorrendo contra Rudolfo Pinto do Couto, e parte para Paris no início de 1909, chegando à cidade luz precisamente no dia 24 de Janeiro de 1909, e apresentando-se ao chefe da Légation de Portugal no dia seguinte.
A lista de contemporâneos de Alves de Sousa em Paris é quase infindável. Recorde-se que se viva a chamada Age d'Or, mas ficam aqui alguns por mera curiosidade: Rodin, Picasso, Modigliani, Injalbert, Guilhermina Suggia, Diogo de Macedo, Oliveira Ferreira, Amadeo de Souza Cardoso, Guillaume Apollinaire, Dórdio Gomes, João Chagas, Afonso Costa, Columbano Bordalo Pinheiro (os três últimos foram visitas do seu ateliê, sendo que João Chagas, como Ministro de Portugal em Paris, teve uma relação cordial com Alves de Sousa: o escultor esculpiu o busto de Madame Chagas;), etc.
Em Paris começa a frequentar o atelier do mestre Jean-Antoine Injalbert, grande escultor francês, estando por determinar se esse atelier se situava na Academia Colarossi, onde Injalbert prestou a sua colaboração, ou se tinha existência autónoma.

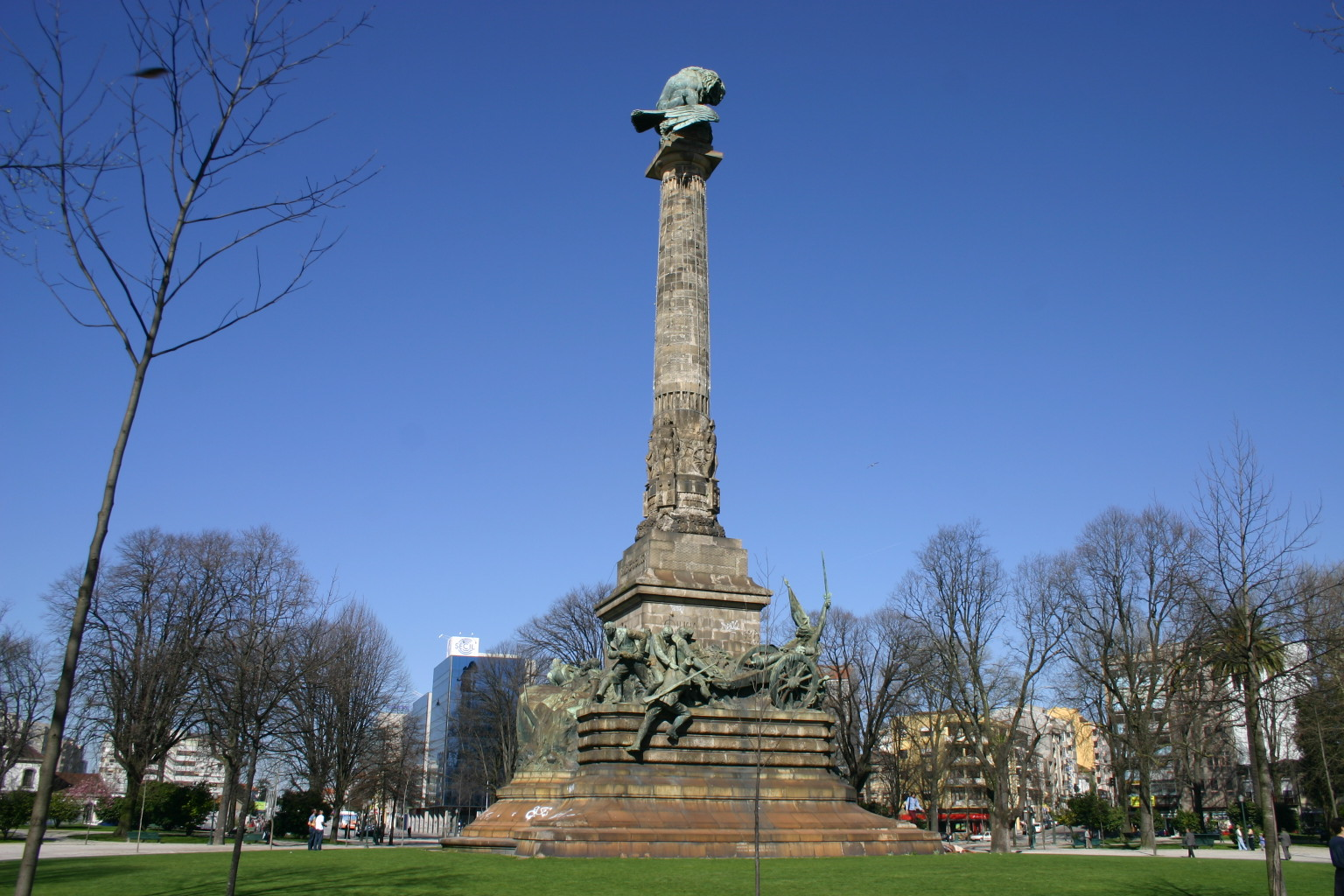
Monumento aos Heróis da Guerra Peninsular(Porto) em plena Rotunda da Boavista, no Porto.

Em 1910, Alves de Sousa é admitido à École des Beaux Arts, de Paris, (admissão que havia falhado em 1909), onde tem sempre boas notas, ficando inclusivamente dispensado dos concursos de permanência e passagem. Nesse mesmo ano, em Maio, participa no Salon com alguma da sobras que deveria enviar no final do ano à Academia de Belas Artes do Porto para obter aproveitamento e prorrogação da bolsa.
Em Paris amiga-se da francesa Germaine Marie Victoire Lechartier, de quem tem dois filhos (uma menina, Hydrá, e um menino, Caius), vindo a perder Germaine para a Gripe Espanhola em 1918, ano em que se presume que regressa a Portugal com os dois filhos.
Há notícia de que terá participado na parte escultórica da Casa Barbot.
Alves de Sousa tornou-se conhecido pela vitória, com o arquitecto Marques da Silva, no projecto para o Monumento aos Heróis da Guerra Peninsular do Porto (a "Estátua da Rotunda da Boavista, na Praça Mouzinho de Albuquerque), cuja primeira pedra foi lançada em 1909, mas cuja inauguração ocorreu apenas em Maio de 1951, muito depois da sua morte.
Maior notoriedade entre os meios intelectuais da época atingiu com o seu segundo lugar (novamente com o arquitecto Marques da Silva) em 1914, no Monumento ao Marquês de Pombal, tendo a polémica sido alvo, inclusivamente, de discussão no Parlamento, além de ter corrido todos os jornais da época.
Alves de Sousa falece precocemente com 38 anos em Vilar de Andorinho a 5 de Março de 1922, na mesma casa onde nascera, quando trabalhava no Projecto do Monumento aos Mortos da Grande Guerra na Flandres (o que lá está hoje é da autoria de Teixeira Lopes), e da sua certidão de óbito consta que a causa da morte foi "Sífilis Cerebral", havendo testemunhos de que a sua saúde mental se vinha degradando aceleradamente no último ano de vida, sintoma descrito nos anais da doença que o vitimou.